# Lilla Mörttjärnen (Töcksmarks socken, Värmland)
Lilla Mörttjärnen är en sjö i Årjängs kommun i Värmland och ingår i Göta älvs huvudavrinningsområde.